# Municipio de Strömstad
Strömstad (en sueco: Strömstads kommun) es un municipio en la provincia de Västra Götaland, al suroeste de Suecia. Su sede se encuentra en la localidad de Strömstad. El municipio obtuvo sus límites actuales en 1967, cuando la ciudad de Strömstad se fusionó con dos municipios rurales adyacentes, Tjärnö y Vette. Vette había sido creado en 1952 de cuatro entidades más antiguas.

## Localidades
Hay 4 áreas urbanas (tätort) en el municipio:
| # | Tätort    | Población |
| - | --------- | --------- |
| 1 | Strömstad | 7 374     |
| 2 | Skee      | 796       |
| 3 | Kebal     | 391       |
| 4 | Stare     | 198       |

## Ciudades hermanas
Strömstad está hermanado o tiene tratado de cooperación con:
- Ledbury, Inglaterra